# Wanaginia (Wilno)
Wanaginia (lit. Vanaginė) – mikrorejon na Litwie, w okręgu wileńskim, część Wilna, w dzielnicy Werki, przy drodze magistralnej A14 (ulicy Malackiej).
Współcześnie obejmuje również dawną gajówkę Bartoszewszczyzna.

## Historia
W dwudziestoleciu międzywojennym leśniczówka i zaścianek leżące w Polsce, w województwie wileńskim, w powiecie wileńsko-trockim, w gminie Rzesza. W 1931 miejscowość liczyła:
- leśniczówka – 8 mieszkańców, zamieszkałych w 2 budynkach,
- zaścianek – 32 mieszkańców, zamieszkałych w 6 budynkach[4].

Po II wojnie światowej w granicach Związku Sowieckiego. Od 1991 na niepodległej Litwie. W 1996 południowo-zachodnia część Wanaginii została włączona w granice Wilna. Pozostała część wsi pozostała odrębną miejscowością.